# Margaríti (Thesprotie)
Margaríti, en grec moderne : Μαργαρίτι, est un village et un ancien dème du district régional de Thesprotie, en Épire, Grèce. En 2010, il est fusionné au sein du dème d'Igoumenítsa.
Selon le recensement de 2011, la population du dème compte 2 491 habitants, tandis que celle du village s'élève à 682 habitants.